# 塞倫傑縣

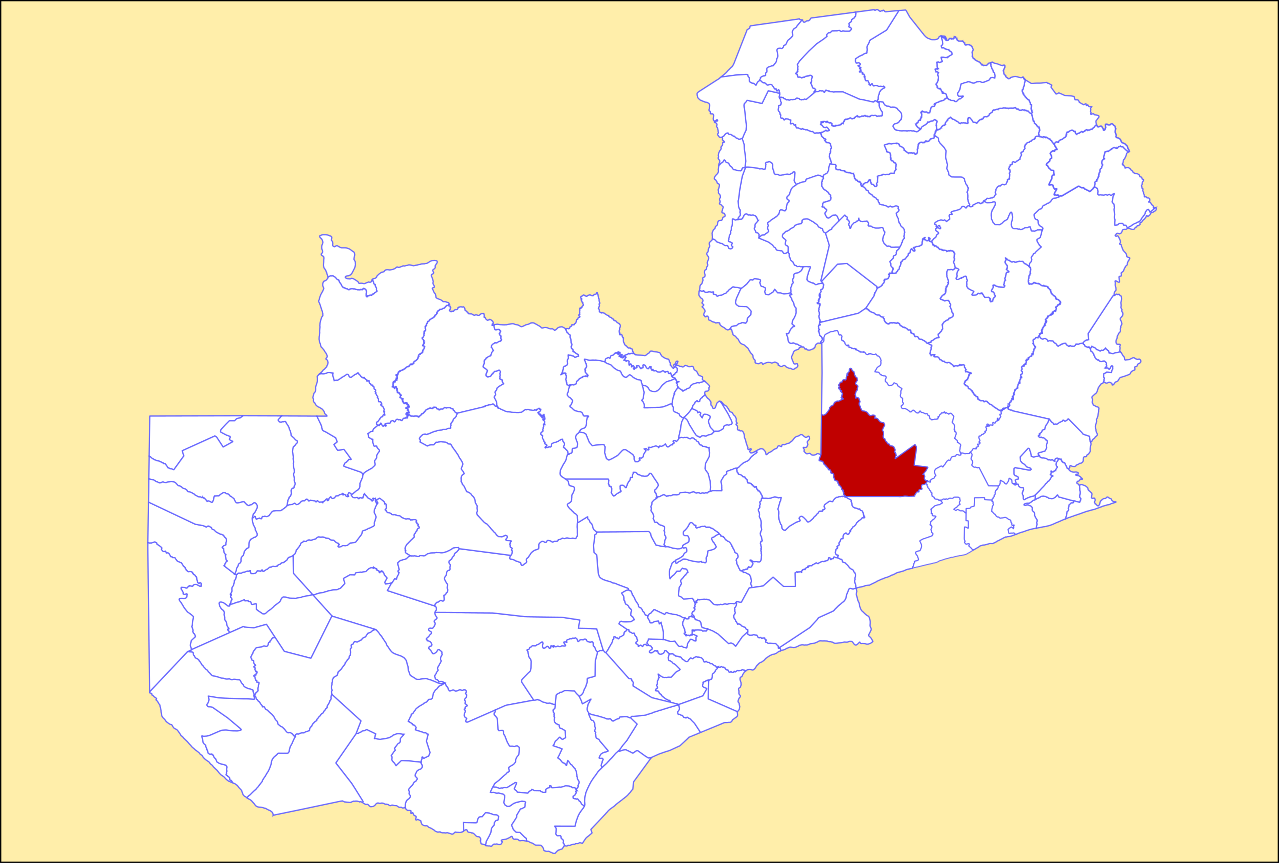

13°00′S 30°30′E / 13.000°S 30.500°E
塞倫傑縣（英語：Serenje District），是贊比亞的縣份，位於該國中部，由中央省負責管轄，首府設於塞倫傑，面積23,351平方公里，2015年人口190,932，人口密度每平方公里8人。